# Sokoke
Il sokoke, anticamente chiamato khadzonzos, è una razza di gatto originaria del Kenya. Questo gatto di media taglia è caratterizzato dal mantello a pelo corto a motivo brown marble tabby.

## Origini
Il nome ancestrale del sokoke è khadzonzos, che significa “come la corteccia”. Questo nome gli è stato dato da una tribù locale di nome Giriama che è vicina a questi gatti da molto tempo. In effetti il mantello a chiazze di questi gatti è simile alla corteccia di un albero.
È possibile che questa razza esista in Kenya da parecchi secoli ma è difficile datare e trovare la sua provenienza esatta. Sono stati fatti dei test del DNA per cercare geni di felini selvatici ma hanno dato risultati negativi.
Gli occidentali scoprirono la razza sulla costa keniota, nella foresta di Arabuko-Sokoke. Jeni Slater fu la prima ad avvicinarsi alla nuova razza nel 1978. Una amica di nome Gloria Moeldrop ne riportò alcuni con sé in Danimarca per farne un allevamento. Infatti Jeni Slater temeva per la sopravvivenza della razza senza l'intervento umano. Nel 1984 apparirono per la prima volta in un'esposizione e nel 1990 Gloria Moeldrop fece arrivare altri gatti per consolidare la razza. È nel 1993 che la FIFé (Fédération internationale féline) riconobbe per prima la razza con il nome semplificato di Sokoke (nome della foresta da cui proviene). Nel 2003 fu la volta della TICA a introdurre il Sokoke come “nuova razza”.
Attualmente la razza resta rara ma è allevata anche in altri paesi oltre alla Danimarca: Stati Uniti, Canada e Norvegia.

## Standard
- Taglia: il Sokoke è un gatto di media taglia con un aspetto elegante. Il suo corpo è fine ma anche muscoloso e con un petto prominente. È alto sulle zampe.
- Zampe: hanno un'ossatura robusta e le zampe posteriori possiedono una curvatura particolare, caratteristica della razza. I piedi sono di forma ovale.
- Coda: è di media lunghezza, abbastanza spessa alla base ma si affila progressivamente verso la punta che deve essere sempre nera.
- Testa: essa forma un triangolo smussato ed è relativamente piccola rispetto al corpo. Il cranio è quasi piatto, mentre gli zigomi sono alti e sporgenti. Se lo si guarda di profilo si può notare una piccola cavità all'inizio del naso che è dritto e di media lunghezza.
- Occhi: sono a mandorla, grandi e distanti l'uno dall'altro. I due colori autorizzati sono il verde e l'ambra.
- Orecchie: sono di media taglia con una base ampia e un'estremità arrotondata. I ciuffi di pelo sono apprezzati.
- Pelo: è molto corto, attaccato al corpo e senza sotto pelo. È lucido. Il solo tipo di mantello autorizzato è il brown marble tabby, una sorta di blotched tabby un po' ingarbugliato e allungato e le cui parti nere solide contengono dei peli ticked tabby.

## Carattere
Il sokoke è descritto come un gatto attivo, giocherellone, a cui piace arrampicarsi e nuotare. È relativamente indipendente ma socievole con i suoi simili o altri animali domestici. Si adatta bene alla vita in appartamento se ha abbastanza spazio per fare delle attività fisiche. Questi tratti di carattere restano comunque perfettamente individuali e sono prima di tutto funzioni della storia di ogni gatto.